# 1509 Ескланьйона
1509 Ескланьйона (1509 Esclangona) — астероїд головного поясу, відкритий 21 грудня 1938 року.
Тіссеранів параметр щодо Юпітера — 3,896.